# Cornelius Huggins
Cornelius Bernard Huggins (Kingstown, 1º giugno 1974) è un allenatore di calcio ed ex calciatore sanvincentino, di ruolo difensore.

## Carriera

### Giocatore

#### Club
Dal 1995 al 2003 ha giocato in patria con il Pastures Utd; in seguito, nel 2003 ha giocato con gli statunitensi del Virginia Beach Mariners.
Dal 2004 al 2008 ha giocato in Malaysia con la maglia del Kedah, formazione della prima divisione locale, con cui ha vinto 2 campionati e 2 coppe nazionali; in seguito, nel 2008 ha vestito la maglia dei Vancouver Whitecaps, vincendo la United Soccer Leagues First Division. Infine, dal 2010 al 2012 ha giocato nuovamente in patria con l'Hope International.

#### Nazionale
Ha esordito in nazionale nel 1995, giocando complessivamente 37 partite (25 delle quali nelle qualificazioni ai Mondiali) fino al 2011, anno del suo addio alla nazionale. Nel 1996 ha partecipato alla CONCACAF Gold Cup, nella quale ha giocato 2 partite, mentre l'anno precedente aveva partecipato alla Coppa dei Caraibi, competizione che la sua nazionale perse in finale contro Trinidad e Tobago.

### Allenatore
Dal 2012 al 2016 ha allenato la nazionale di Saint Vincent e Grenadine, di cui in seguito nel giugno del 2016 è stato vice, per un mese. A partire dal 26 giugno 2017 ha ripreso ad allenare la nazionale del suo Paese natale.

## Palmarès

### Giocatore

#### Club

##### Competizioni nazionali
- Malaysia Super League: 2

Kedah: 2006-2007, 2007-2008
- Coppa di Malesia: 2

Kedah: 2006-2007, 2007-2008
- United Soccer Leagues First Division: 1

Vancouver Whitecaps: 2008